# Lista över banerförare vid Kungl. Maj:ts Orden
Detta är en lista över Kungl. Maj:ts Ordens banerförare. Ämbetet upphörde 31 december 1974.

## Banérförare
- 1809–1816: Wilhelm Bennet
- 1816–1822: Erik Reinhold Adelswärd
- 1822–1823: Nils Palmstierna
- 1824–1846: Edvard Fredrik von Saltza
- 1846–1853: Mauritz Axel Lewenhaupt
- 1854–1859: Ferdinand Braunerhielm
- 1860–1863: Samuel August Sandels
- 1863–1871: Adam Lewenhaupt
- 1878–1887: Axel Gabriel Leijonhufvud
- 1887–1908: Gustaf Gyldenstolpe
- 1908–1919: Knut Gillis Bildt
- 1920–1929: Eberhard Rosenblad
- 1930–1945: Adolf Murray
- 1945–1949: Charles d'Otrante
- 1949–1962: Torsten Friis
- 1962–1972: Vakant
- 1972–1974: Fredrik Löwenhielm